# Mad-Atao
Le Mad-Atao (en français « Toujours bon ») était une gabare construite en 1938 au chantier Keraudren de Camaret-sur-Mer pour l'armement Emile Elies, détruite en 2008 à Lampaul-Plouarzel. Elle avait un gréement de sloop à tapecul. Son immatriculation était « BR 6048 » (Brest).
Le Mad-Atao fit l'objet d'un classement au titre des monuments historiques en 1982. Il fut le premier bâtiment traditionnel de travail à être classé en France et le premier bateau, avec le trois-mâts Duchesse Anne.

## Histoire
Cette gabare de Lampaul est à l'origine essentiellement employée au transport du sable. Sa cale pouvait contenir environ 85 m3 de charge. En 1959, la gabare est vendue à Lannion dans les Côtes-d'Armor. Puis elle est rachetée en 1981 par la ville de Paimpol.
En 1998, la commune de Lampaul-Plouarzel acquiert le Mad-Atao pour le franc symbolique et le fait rapatrier à Pors Scaff pour être intégré à un projet de musée consacrée aux gabares, suivi par le CCPI (Communauté de communes du Pays d'Iroise). Faute de financement ce projet est abandonné dès 2002. La gabare restera exposée sur un terre-plein jusqu'à sa destruction.

## Destruction
Ne pouvant assurer financièrement sa restauration et la construction d'un abri pour sa préservation, la mairie décide sa destruction plutôt que sa remise dans le cimetière à bateaux. Le 16 septembre 2008, malgré la protection juridique attribuée par le code du patrimoine, par le classement au titre des monuments historiques, le Mad-Atao est détruit par une pelleteuse. La direction régionale des Affaires culturelles de Bretagne porte plainte en décembre 2008, plainte classée sans suite par le procureur de la République de Brest.